# کرم یخی
کرم‌های یخی (به انگلیسی: Ice worm) (همچنین به‌عنوان کرم‌های یخچالی (glacier worms) نیز نامیده می‌شوند) کرم‌های حلقوی انکیتراید از سرده Mesenchytraeus هستند. اکثر گونه‌های این سرده در بسترهای شن یا سواحل زیستگاه‌های رودخانه‌ای فراوان هستند، اما شناخته‌شده‌ترین اعضای این سرده در یخ‌های یخبندان یافت می‌شوند. آنها شامل تنها کرم‌های حلقوی می‌شوند که همهٔ عمر خود را در یخ‌های یخبندان می‌گذرانند، و برخی از معدود متازوئاها که کل چرخه زندگی خود را در شرایط زیر ۰ درجه سلسیوس (۳۲ درجه فارنهایت) کامل می‌کنند.

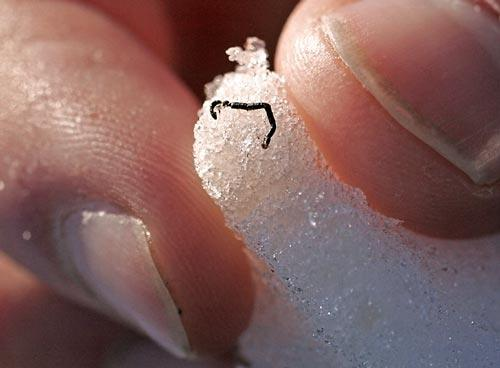
گونه ناشناخته کرم یخی